# Het verdronken land
Het verdronken land is het tweehonderdzevenenveertigste stripverhaal uit de reeks van Suske en Wiske. Het is geschreven en getekend door Marc Verhaegen. Het werd gepubliceerd in De Standaard en Het Nieuwsblad van 2 maart 1999 tot en met 22 juni 1999. De eerste uitgave ín de Vierkleurenreeks was op 14 februari 2000, met albumnummer 263.

## Locaties
- België, de Schelde, Lillo met café “De Lindeloo”, Doel met molen en kerk, het Verdronken Land van Saeftinghe (natuurgebied), Saeftinghe (het dorp verdween in de Allerheiligenvloed van 1570)

## Personages
- Suske, Wiske, tante Sidonia, Lambik, Jerom, professor Barabas, Tobias, serveerster, veerman, Mon, Fientje, Tritonius (verwijst naar Triton (mythologie), Irena (verwijst naar Sirene (halfgodin), Schorre, Slikke en Hont (kwelduivels), sociale bemiddelaar, leger, Emiel, baron Terzijde

## Uitvindingen
- mini-teletijdmachine, normale teletijdmachine

## Het verhaal
Suske, Wiske en Tobias zijn in het Antwerpse havengebied om een pakje op te halen voor professor Barabas, ze willen Lillo bezoeken en horen van een serveerster dat Doel moet verdwijnen. Wiske herinnert zich dat ze er op het strand heeft gespeeld en vraagt zich af waarom het dorp moet verdwijnen. Er zal een nieuw dok voor de haven gebouwd worden met de naam “Het Saeftinghedok”, het dorp moet hiervoor plaatsmaken. Tobias heeft dorst en wil de aandacht van de kinderen lokken, maar door zijn sprong worden alle drie per ongeluk weggeflitst met de mini-teletijdmachine. De kinderen zien een man op een boot en vragen of hij hen naar de overkant wil brengen, ze horen klokgelui en willen weten waar het vandaan komt. De kinderen komen aan in Doel en zien dat het dorp verlaten is, dan stuiten ze op een hinderlaag van dorpsbewoners en worden vriendelijk begroet als ze vertellen dat ze uit Lillo komen. Suske en Wiske ontdekken dat ze in 2003 zijn beland, de mini-teletijdmachine heeft hen naar de toekomst geflitst. De kinderen horen dat de mensen Doel willen beschermen, maar niemand weet iets over het mysterieuze klokgelui. De veerman, Tritonius, zoekt Irena maar wordt door kwelduivels in de maling genomen. Het leger komt de volgende dag om de dorpsbewoners te verjagen met een waterkanon, Mon vertelt nog dat er een legende bestaat over de klok die luidt in het land van Saeftinghe. Suske en Wiske gaan naar het bezoekerscentrum, maar dit is gesloten. Ze klimmen op de dijk en zien een uitgestrekt natuurgebied, maar ze worden door een kwelduivel in het drijfzand gelokt. Tobias haalt met graspiepers de veerman en deze kan de kinderen nog uit het drijfzand trekken. Tritonius stelt zich voor en legt uit dat hij een meerman is, hij vertelt dat Saeftinghe het voornaamste dorp in het land van de Schelde was. De rijkdom maakte de inwoners ijdel en arme mensen werden verjaagd, een visser ving een zeemeermin en wilde deze niet teruggeven aan de zeemeerman die hierom smeekte. De zeemeerman vervloekte het dorp; alleen de torens zouden blijven staan en het dorp werd tijdens Allerheiligen door een enorme vloedgolf verzwolgen, samen met de dorpen Sint-Laureins, Namen en Casuwele. Suske en Wiske vertellen dat zij de klokken hebben gehoord en Tritonius legt uit dat alleen mensen met een zuiver hart dit geluid kunnen horen, de kinderen beloven Irena te zullen helpen. Tritonius leidt de kinderen door een onderaardse gang, maar de kwelgeesten proberen hem nog altijd te plagen.
Tante Sidonia is ongerust omdat Suske en Wiske niet zijn thuisgekomen, professor Barabas belt op en hoort het nieuws. Hij vertelt dat de kinderen een pakje voor hem zouden ophalen en hij wordt dan gebeld door de uitbaatster van café “De Lindeloo” in Lillo. Ze vertelt dat er een computer is achtergebleven op haar terras en de vrienden gaan snel naar het café, Lambik en Jerom flitsen zichzelf ook naar de toekomst. Tante Sidonia en professor Barabas zullen de gebeurtenissen via het scherm van de normale teletijdmachine volgen. Lambik en Jerom gaan ook naar Doel en worden bekogeld door de dorpsbewoners, ze horen wat er aan de hand is in het dorp en Jerom besluit de dorpelingen te helpen. Lambik gaat verder naar het verdronken land van Saeftinghe en hoort dan ook het klokgelui. Suske en Wiske komen via de onderaardse gang in het oude Saeftinghe terecht, het is er nog als voor de vloedgolf. Suske en Wiske gaan richting het kasteel waar Irena is opgesloten en worden nog gewaarschuwd voor de drie saters Slikke, Schorre en Hont. Suske en Wiske worden door de kwelgeesten te grazen genomen en Tobias kan hen nog net op tijd helpen, ze lopen door de verlaten dorpen en Tritonius komt aan bij het kasteel. Irena klimt uit het raam via een touw en Tritonius probeert haar te helpen, Suske en Wiske helpen hem ook en beide zeemeermensen landen op een wagen. Dan duiken de kwelduivels op, ze hadden zich omgetoverd tot Irena en vluchten lachend weg. Lambik komt ook in de onderaardse gang en ziet Suske en Wiske rennen, ze lokken hem in een kroeg en daar valt hij in een put. Het blijken de kwelduivels te zijn, maar dit heeft Lambik niet door. Lambik probeert uit de put te komen als hij merkt dat de wanden naar elkaar toeschuiven, Tobias hoort Lambik en komt te hulp. Lambik kan uit de put klimmen en dan ziet hij opnieuw Suske en Wiske, hij grijpt de kinderen vast en wil hen straffen. Dan horen de vrienden een ontploffing en ze zien dat Tritonius een gat in de muur van het kasteel heeft gemaakt.
Tritonius slaat Lambik neer, maar hoort dan dat het een vriend van Suske en Wiske is. De kinderen leggen Lambik het hele verhaal uit en ze gaan samen het kasteel in en komen in een werkplaats van een alchemist. Op een spiegel staat de tekst “In Satrapo Haec Porta Ad Inferos Est” en Tritonius legt uit dat dit betekent dat de spiegel de poort naar de onderwereld is, Lambik leest in een boek dat Satrapus de naam van een magische vloeistof is en ze schrijven het recept van dit solfersap over. Tobias wordt op pad gestuurd om de saters voor de gek te houden en doet alsof zijn vrienden dood zijn, maar dan wordt Tobias in de val gelokt doordat de saters zichzelf hebben omgetoverd tot enorme botten. Tobias wordt bij Irena opgesloten en de saters gaan op pad om de vrienden tegen te houden, maar vinden dan potjes solferpap en zien Irena door het dorp lopen. De saters volgen de meermin en worden gevangengenomen in de hel - Wiske had zich namelijk vermomd als Irena en lokte de duivels door de spiegel die ingesmeerd was met het satrapussap. Voor het eerst sinds 1570 sluiten Tritonius en Irena elkaar in de armen en de vrienden merken dat het hard begint te regenen. Tritonius legt uit dat de betovering is verbroken nu de saters verdwenen zijn, het land van Saeftinghe zal door de zee weer ingenomen worden. Wiske wordt in een draaikolk gezogen en Lambik, Tobias en Suske komen verdrietig aan bij de trap. Tritonius en Irena brengen Wiske naar het natuurgebied terug en Irena brengt haar weer bij bewustzijn met haar speciale gaven. De vrienden zien hoe Jerom de ordetroepen in Doel afhoudt, baron Terzijde komt dan aan en legt uit dat het dorp moet verdwijnen omdat de containertrafiek enorm is toegenomen. Tritonius legt uit dat Saeftinghe werd verzwolgen door de hoogmoed van de toenmalige bewoners en wordt uitgelachen door de beleidsmakers en het leger. De bevolking vreest het ergste, maar Irena gebruikt haar gaven om baron Terzijdes hart los te maken van winstbejag. Tritonius en Irena gaan de zee in en bedanken de vrienden voor hun hulp, de vrienden drinken nog wat bij de molen van Doel en ze hopen dat het dorp nooit zal verdwijnen. Ze vragen zich echter af of ze de mooie beloftes van de beleidsmakers wel moeten vertrouwen...